# 幻生社
株式会社幻生社（げんせいしゃ、英称：GENSEISHA INC.）は、コンピュータグラフィックスを用いたアニメーションの企画・制作と、ソフトウェア開発を行う日本の企業。関連会社に、シンガポールのGENSEISHA PTE LTD.がある。

## 歴史
日本テレビが1991年（平成3年）に設立したコンピュータグラフィックス部門のアニメーションチームが幻生社の前身である。その前身団体は、日本初の3DCGアニメーション・テレビシリーズを手がけた後、スタジオジブリのCG部門開設を担い、ジブリ作品のCGを担当したほか、フルCG映画やモーニング娘。が出演したCGアニメーションシリーズなどを制作している。2005年（平成17年）に、チームを率いた菅野嘉則（当時編成部に在籍・元スタジオジブリCG室長）が「幻生社」と名づけて独立した。

## 作品
時事ネタを風刺した「ニュースアニメ」（テレビ各局で同様のCGが放送されているが、2008年（平成20年）に最初に企画制作したのは同社である）や、法廷内を再現した「裁判アニメ」、結婚披露宴をCG化した「ブライダルアニメ」など、ユニークなCGアニメーションの企画力で知られるほか、劇場映画やテレビ番組、ＣＭ、ゲームなどのアニメーション制作を行う。
レギュラー番組に、テレビ東京のアニメ番組「カリーノ・コニ」や、NHKの教育番組「みいつけた!」等。

## 教育
2006年（平成18年）より、3DCGアプリケーションを開発するアビッド・テクノロジー、日本工学院専門学校と提携し、3Dアニメーターを養成する「アニメーション講座」を開講。
2009年（平成21年）より、白鷗大学に開設されたメディアコースでアニメーション制作演習を担当。

## 関連書籍
- 『アニメーション教科書』（ボーンデジタル、2006年（平成18年））